# La fidanzata di papà (film 2021)
La fidanzata di papà (Christmas Is Cancelled ("The Fight Before Christmas")) è un film del 2021 diretto da Prarthana Mohan.

## Trama
Poco tempo dopo la morte della moglie un uomo comincia a frequentare una ragazza di ventinove anni come sua figlia. Quest'ultima decide quindi di sabotare la relazione durante il periodo delle feste.

## Distribuzione
Il film è stato distribuito sulla piattaforma Amazon Prime Video il 05 dicembre 2022.